# Исуповы (деревня)
Исуповы — деревня в Верхошижемском районе Кировской области в составе Верхошижемского городского поселения. 

## География
Находится у северо-восточной окраины районного центра посёлка Верхошижемье. 

## История
Известна с 1748 года как починок Исуповский с населением 8 душ (мужского пола), принадлежал Вятскому архиерею. В 1764 году в починке проживало 39 человек. В 1873 году здесь было учтено дворов 17 и жителей 141, в 1905 17 и 127, в 1926 (уже деревня Исуповы) 22 и 130, в 1950 9 и 31, в 1989 проживало 35 постоянных жителей. 

## Население
Постоянное население  составляло 128 человек (русские 100%) в 2002 году, 128 в 2010.